# Brunryggig sparvvävare
Brunryggig sparvvävare (Plocepasser rufoscapulatus) är en fågel i familjen vävare inom ordningen tättingar.

## Utbredning och systematik
Fågeln förekommer i södra Angola sydöstra Kongo-Kinshasa, Zambia och västra Malawi. Den behandlas som monotypisk, det vill säga att den inte delas in i några underarter.

## Status
Arten har ett stort utbredningsområde och beståndet anses vara stabilt. Internationella naturvårdsunionen IUCN listar den därför som livskraftig (LC).